# Isabel Inés Casasnovas
Isabel Inés Casasnovas, conocida como Ludita, (Madrid, 1973) es una publicista y diseñadora digital española, creadora de aplicaciones y entornos tecnológicos. En 2021, recibió una Mención Especial del Premio Nacional de Innovación y de Diseño (PND), convirtiéndose en la primera persona en la historia de estos premios (se otorgan desde 1987) que representa las disciplinas emergentes de la profesión y la tercera mujer reconocida en la categoría de profesionales.

## Trayectoria
Tras cursar Curso de Orientación Universitaria (COU) en Estados Unidos, terminó estudiando Publicidad. Le marcó la lectura de La seducción de la opulencia: publicidad, moda y consumo de José Manuel Pérez Tornero y Pere-Oriol Costa. Este análisis de la sociedad de consumo explicaba la influencia de la publicidad en la generación de necesidades y entendió cómo el diseño era "entender las necesidades de la gente y proponer soluciones".
Su apodo Ludita, que le puso un compañero, está inspirado en el ludismo, un movimiento de artesanos ingleses del siglo XIX contra la destrucción de empleos causada por las máquinas, y que, en el caso de Inés, define lo "analógica" que se siente en el mundo digital.
En 1997, estando todavía en la carrera, montó un estudio de diseño con su hermana mayor, Ana que había estudiado Bellas Artes, al que llamaron Tisana (el Taller de Isa y Ana). En esta pequeña empresa, ofrecían servicios de comunicación, diseño gráfico, branding y diseño editorial. Después de algunos años, donde habían conseguido clientes como Software AG, decidieron cerrar el estudio e Inés entró a trabajar para esta multinacional alemana, donde fue la primera diseñadora y donde aprendió sobre la importancia de la usabilidad.
Después, trabajó en el diseño de experiencia de usuario con empresas como Idealista, para la Administración Pública o para la web del Museo del Prado.
Paralelamente, montó junto a sus socios Ignacio Buenhombre y Juan Leal, la escuela La Nave Nodriza, donde diseñan experiencias de aprendizaje y enseñan a diseñar productos y servicios digitales con perspectiva humanista. Además, pertenece al colectivo Ilios de diseñadores que busca “humanizar la modernidad” desde el diseño.

## Reconocimientos
En junio de 2021, Inés recibió una Mención Especial en el Premio Nacional de Innovación y Diseño (PND), que entrega el Ministerio de Ciencia e Innovación desde 1987, en la que se reconocía su trabajo en “la promoción del aprendizaje y la formación de nuevas generaciones de profesionales en las últimas disciplinas del diseño”. Con este premio, se convirtió en la tercera mujer reconocida en la categoría de profesionales y la primera en la que se destaca su “labor pionera en el asentamiento y expansión de las disciplinas de diseño emergente”.
En 2023, la revista Forbes la incluyó en su lista de los 100 españoles más creativos en el mundo de los negocios.